# Anacithara stricta
Anacithara stricta é uma espécie de gastrópode do gênero Anacithara, pertencente a família Horaiclavidae.